# Sky Valley (Georgia)
Sky Valley város az USA Georgia államában, Rabun megyében. Lakosainak száma 482 fő (2020. április 1.).

## Népesség
A település népességének változása:

| 2010 | 272 |
| 2020 | 482 |